# وانبرو، ساری
وانبرو (به انگلیسی: Wanborough) یک روستا و محله مدنی در بریتانیا است که در Guildford واقع شده‌است. وانبرو ۷٫۵۷ کیلومتر مربع مساحت و ۳۳۵ نفر جمعیت دارد.